# 한국수어사전
한국수어사전은 농인과 청인 및 수화(수어)사용자가 한국 수어 단어에 대한 한국어 정보를 쉽게 찾아볼 수 있도록 기존의 한국 수어 웹사전과 모바일 앱 사전 등을 통합하여 국립국어원에서 새롭게 정비한 사전이다.

## 연혁
- 2016년 4월 20일 운영 시작

## 구성
국립국어원에서 발간한 "한국 수화 사전" 및 "일상생활 수화" (1)~(4), "교통 수화", "법률 수화" 등에 올라 있는 수어 단어 약 12,500개(2014년 기준)를 담고 있으며, 동영상과 그림 및 동작에 대한 설명, 단어의 뜻풀이 및 유형별 분류 카테고리등으로 구성되어 있다.

## 같이 보기
- 국립국어원
- 청각 장애인
- 한국 수어
- 한국수화언어법
- 표준국어대사전
- 개방형 한국어 지식 대사전
- 한국어 기초 사전
- 한국어-외국어 학습사전